# Solidity
Solidity — объектно-ориентированный, предметно-ориентированный язык программирования самовыполняющихся контрактов для платформы Ethereum.

## История
Язык был предложен в августе 2014 года Гэйвином Вудом (Gavin Wood). В дальнейшем разработка языка была выполнена под руководством Кристиана Райтвизнера (Christian Reitwiessner) командой Solidity в рамках проекта Ethereum. Это один из четырёх языков, наряду с Serpent, LLL и Mutan, спроектированных для трансляции в байт-код виртуальной машины Ethereum. Получил широкое распространение с появлением технологий блокчейна, в частности стека технологий на основе Ethereum, для создания программного обеспечения умных контрактов.

## Описание
Статически типизированный JavaScript-подобный язык программирования, создан для разработки самовыполняющихся контрактов, исполняющихся на виртуальной машине Ethereum (EVM). Программы транслируются в байткод EVM. Позволяет разработчикам создавать самодостаточные приложения, содержащие бизнес-логику, результирующую в неотменяемые транзакционные записи блокчейна.
Использование синтаксиса ECMAScript по замыслу Вуда должно помочь принятию языка действительными веб-разработчиками. Однако, в отличие от ECMAScript, язык получил статическую типизацию переменных и динамические типы возвращаемых значений. По сравнению с компилируемыми в такой же байт код языками Serpent и Mutan язык имеет важные отличия. Поддерживаются комплексные переменные контрактов, включая произвольные иерархические отображения (mappings) и структуры. Контракты поддерживают наследование, включая множественное и C3-линеаризацию. Поддерживается бинарный интерфейс программирования (ABI), имеющий множество типобезопасных функций в каждом контракте (впоследствии появился также и в Serpent). Специфицирована система документирования кода для пользовательского пояснения последовательности вызовов, получившая название «Спецификации на естественном языке Ethereum» (Ethereum Natural Specification Format)
В Solidity вместо привычных классов объявляются контракты (contract). Существуют библиотеки для написания смарт-контрактов такие как: Open Zeppelin, Truffle. Библиотеки позволяют создать свою монету (токен) на основе готовых шаблонов, со всеми спецификациями (ERC20) и проверками на безопасность (библиотека safemath).
Контракты в solidity могут наследоваться друг на друга. Это значит, что функции и переменные контракта, от которого мы наследуемся, будут доступны в контракте, который наследует. В solidity, как и в C++, есть множественное (ромбовидное) наследование.
```
contract
 
StandardToken
 
is
 
ER7C5F
,
 
BasicToken
 
{

  
mapping
 
(
address
 
=>
 
mapping
 
(
address
 
=>
 
uint256
))
 
allowed
;

//

}

contract
 
MintableToken
 
is
 
StandardToken
,
 
Ownable
 
{

  
event
 
Mint
(
address
 
indexed
 
to
,
 
uint256
 
amount
);

  
event
 
MintFinished
();

  
bool
 
public
 
mintingFinished
 
=
 
false
;

  
modifier
 
canMint
()
 
{

    
require
(
!
mintingFinished
);

    
_
;

  
}

//  

}

```

Пример программы на языке Solidity:
```
contract
 
GavCoin

{

  
mapping
(
address
=>
uint
)
 
balances
;

  
uint
 
constant
 
totalCoins
 
=
 
100000000000
;

  
/// Endows creator of contract with 1m GAV.

  
function
 
GavCoin
(){

      
balances
[
msg
.
sender
]
 
=
 
totalCoins
;

  
}

  
/// Send $((valueInmGAV / 1000).fixed(0,3)) GAV from the account of $(message.caller.address()), to an account accessible only by $(to.address()).

  
function
 
send
(
address
 
to
,
 
uint256
 
valueInmGAV
)
 
{

    
if
 
(
balances
[
msg
.
sender
]
 
>=
 
valueInmGAV
)
 
{

      
balances
[
to
]
 
+=
 
valueInmGAV
;

      
balances
[
msg
.
sender
]
 
-=
 
valueInmGAV
;

    
}

  
}

  
/// getter function for the balance

  
function
 
balance
(
address
 
who
)
 
constant
 
returns
 
(
uint256
 
balanceInmGAV
)
 
{

    
balanceInmGAV
 
=
 
balances
[
who
];

  
}

};

```

## Доступные платформы разработки
- Remix
- Microsoft Visual Studio[6][7][8]
- ConsenSys Enterprise[9]